# 9. září
9. září je 252. den roku podle gregoriánského kalendáře (253. v přestupném roce). Do konce roku zbývá 113 dní.

## Události

### Česko
- 1340 – Slepý král Jan Lucemburský před bitvou ve Francii sepisuje svou poslední vůli. K rozhodnutí ho vedla jak blízkost boje a smrtelné nebezpečí, tak i spory o dědictví mezi jeho syny z prvního manželství (Karlem a Janem Jindřichem) a synem Václavem Lucemburským z druhého manželství
- 1437 – V Praze byl popraven hejtman husitských táboritů, rytíř Jan Roháč z Dubé se svými přívrženci, neboť i nadále vedl ze svého hradu Siónu u Kutné Hory ozbrojený odpor proti králi Zikmundovi Lucemburskému.
- 1754 – Za přítomnosti císařovny Marie Terezie a Františka I. Štěpána Lotrinského byl vysvěcen sloup Nejsvětější Trojice v Olomouci
- 1786 – Císař Josef II. odsouhlasil založení brněnského parku Lužánky, prvního veřejného parku v českých zemích. Věnoval na něj bývalou jezuitskou zahradu.
- 1894 – Katolicky orientovaní politikové vedení Janem Šrámkem založili v Litomyšli Křesťansko-sociální stranu pro Čechy i Moravu.
- 1908 – V českých zemích je oficiálně použita daktyloskopie a zároveň byla zrušena starší metoda antropometrie, která spočívala v proměřování jednotlivých částí těla.
- 1939 – Zatčený Josef Čapek je po výsleších na Pankráci převezen do koncentračního tábora v Dachau
- 1969 – Karel Kryl odjíždí na písničkářský festival v Západním Německu, kde požádal o politický azyl.
- 1994 – Založen Ústav Českého národního korpusu

### Svět
- 1298 – Janov zvítězil nad Benátkami v Bitvě u Korčuly.
- 1513 – V bitvě u Floddenu, na severu Anglie, byl anglickým vojskem poražen král Jakub IV. Skotský, který zde spolu s výkvětem skotské šlechty padl v boji.
- 1842 – Pojmenován Howlandův ostrov.
- 1850
  - Kalifornie přistoupila do USA.
  - Vznik Teritoria Nové Mexiko.
- 1945 – Čínsko-japonská válka: japonská armáda v Číně kapitulovala.
- 1948 – Vyhlášena Korejská lidově demokratická republika.
- 1963 – Joe Valachi ve svém svědectví před americkým kongresem popsal strukturu mafie.
- 1975 – K Marsu odstartovala sonda Viking 2.
- 1980 – Při tajfunu Orchid se potopila MV Derbyshire. Katastrofa vedla k zásadním změnám v konstrukci velkých nákladních lodí.
- 1991 – Tádžikistán získal nezávislost na Sovětském svazu.
- 1993 – V Polsku založen Biebrzanský národní park.
- 1999 – Předsedou vlády Ruské federace byl jmenován Vladimir Putin.
- 2001 – Čas ve formátu UNIX_TIMESTAMP (počet sekund od epochy Unixu) v 3:46:40 (SEČ) překročil 1 000 000 000.
- 2015 – Britská královna Alžběta II. se stala nejdéle vládnoucí britskou panovnicí poté, co překonala délku vlády své praprababičky Viktorie.

## Narození

### Česko

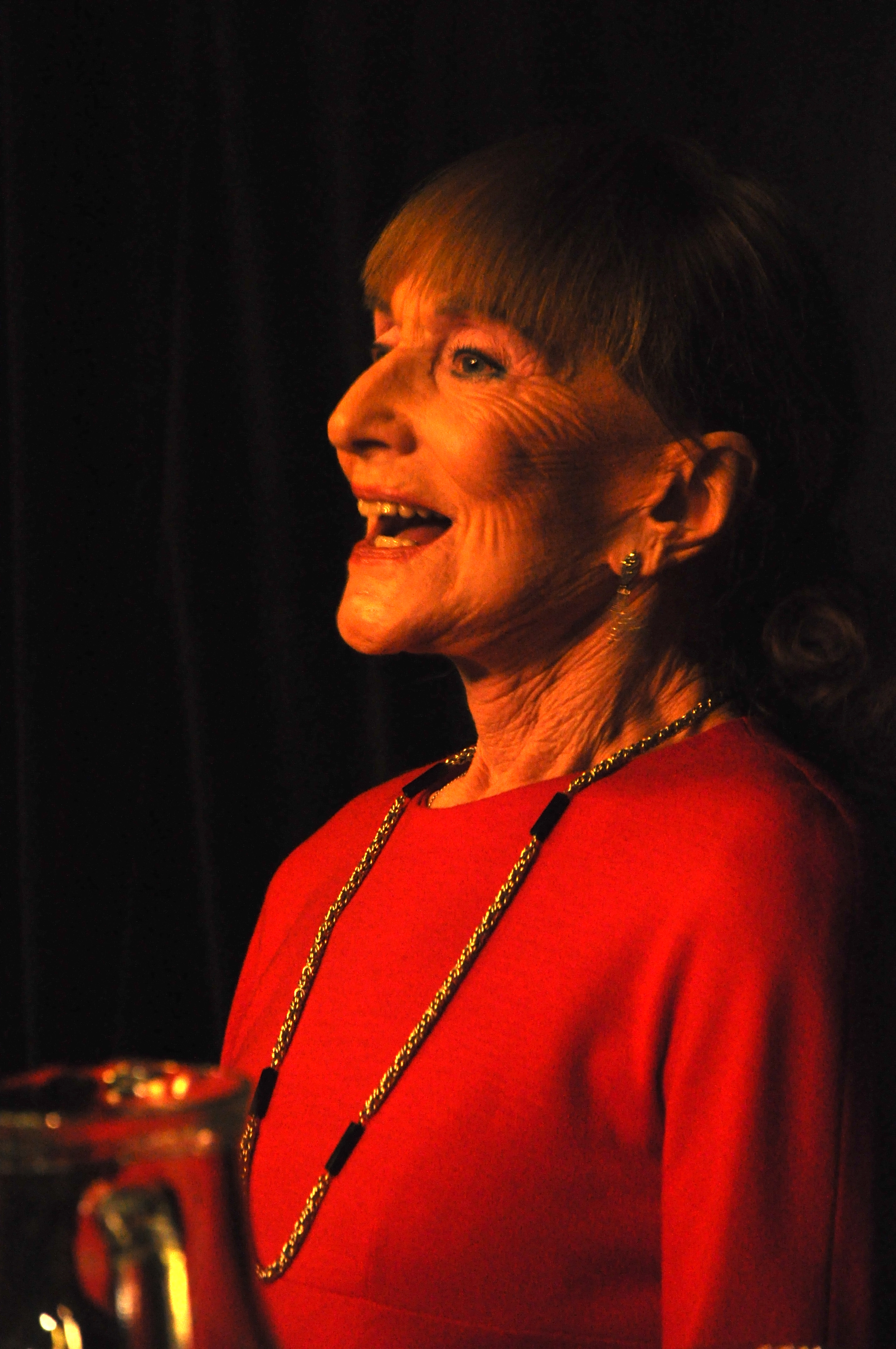
Soňa Červená (* 1925)

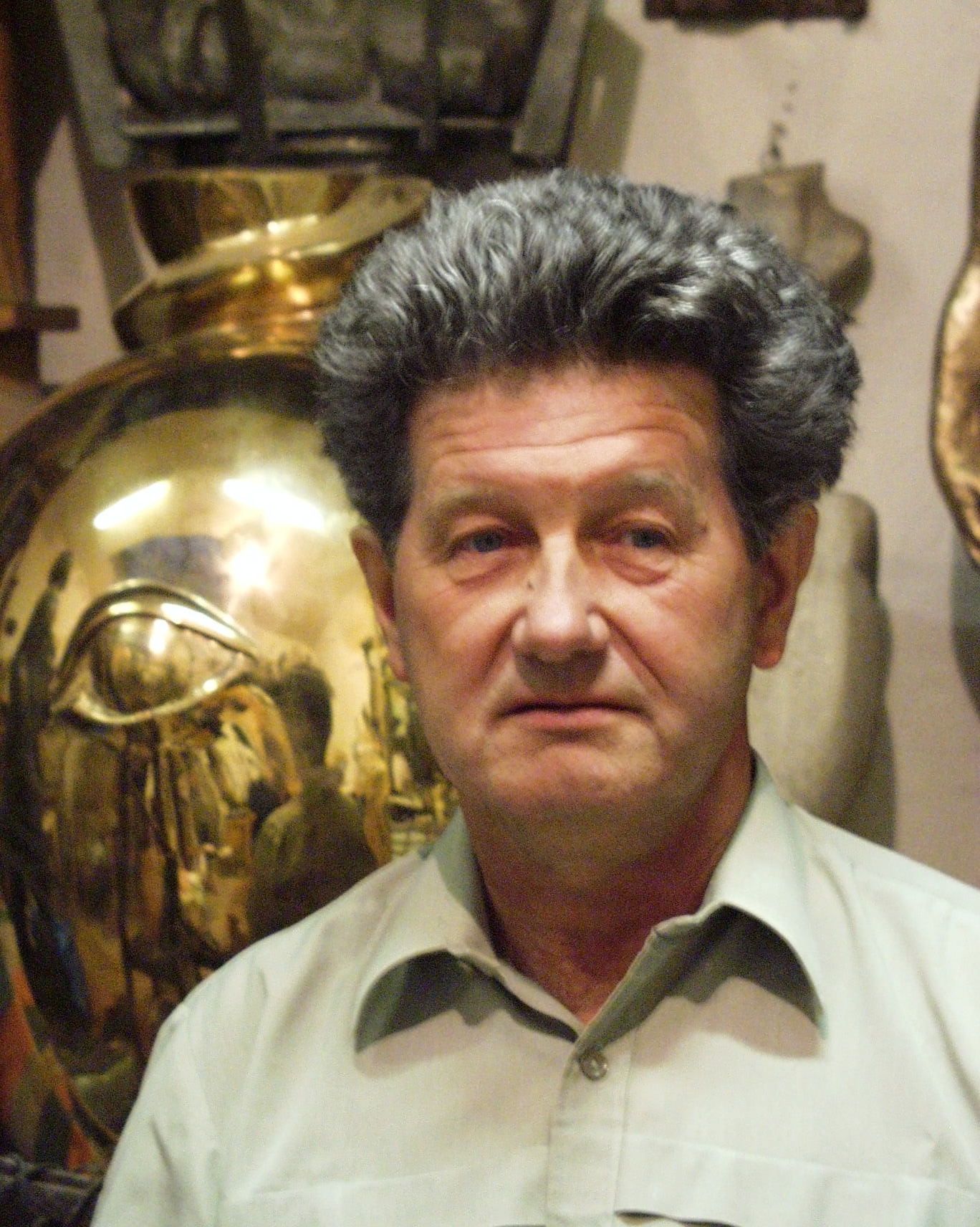
Čestmír Mudruňka (* 1935)

- 1569 – Jáchym Ondřej Šlik, šlechtic († 21. června 1621)
- 1745 – Jan Václav Peter, česko-rakouský malíř zvířat († 28. prosince 1829)
- 1853 – Tomáš Škrdle, katolický kněz, organizátor katolického života († 29. listopadu 1913)
- 1856 – Vincenc Hrubý, šachový mistr († 16. července 1917)
- 1857 – Julius Stoklasa, chemik, fyziolog a biolog († 4. dubna 1936)
- 1861 – Václav Řezníček, spisovatel († 26. ledna 1924)
- 1872 – Růžena Reichstädterová, československá pedagožka a politička († 30. listopadu 1928)
- 1892
  - Vojtěch Sedláček, malíř († 3. února 1973)
  - Vladimír Hašek, archivář († 21. listopadu 1968)
- 1895 – Antonín Brož, český herec, režisér a divadelní ředitel († 29. prosince 1983)
- 1907 – Ladislav Emil Berka, novinář a fotograf († 14. ledna 1993)
- 1912 – Martin Kvetko, slovenský politik († 1995)
- 1916 – Karel Aliger, fotograf († 28. května 1984)
- 1917
  - Zdeněk Souček, lékař, polárník a průzkumník tropických oblastí († 24. prosince 1967)
  - Jan Pilař, spisovatel, básník a literární kritik († 19. října 1996)
- 1919 – Miroslav Kárný, novinář a historik († 9. května 2001)
- 1920 – Josef Kobr, herec († 10. května 1999)
- 1921 – Dalibor Brázda, česko-švýcarský hudební skladatel a dirigent († 17. srpna 2005)
- 1924 – Oleg Sus, estetik, literární vědec a kritik († 22. listopadu 1982)
- 1925 – Soňa Červená, herečka a operní pěvkyně († 7. května 2023)
- 1927 – Jaroslav Matějka, spisovatel († 17. dubna 2010)
- 1935 – Čestmír Mudruňka, akademický sochař a restaurátor
- 1939 – Jiří Načeradský, malíř, grafik a vysokoškolský pedagog
- 1943 – Miroslav Plešák, dramaturg a režisér
- 1946
  - Jiří Mráz, jazzový kontrabasista († 16. září 2021)
  - Jiří Žák, herec a spisovatel († 21. července 2024)
  - Antonín Baudyš, politik a astrolog († 24. srpna 2010)
  - Anatoli Kohout, bubeník († 9. října 2007)
- 1947 – Bohumila Řimnáčová, československá sportovní gymnastka, stříbrná medaile LOH 1968
- 1949
  - Petr Novotný, divadelní režisér a muzikálový producent
  - Josef Blažejovský, kytarista a hudební skladatel († 22. prosince 2004)
- 1950
  - Jiří Pospíšil, československý basketbalista († 13. června 2019)
  - Bohumír Roedl, historik a archivář
- 1952 – Mikoláš Chadima, hudebník
- 1953 – Slávek Janoušek, písničkář
- 1957 – Jan Seidl, bubeník
- 1967 – Hana Andronikova, spisovatelka († 20. prosince 2011)
- 1973 – Eduard Zubák, tanečník
- 1977 – Filip Rajmont, herec

### Svět

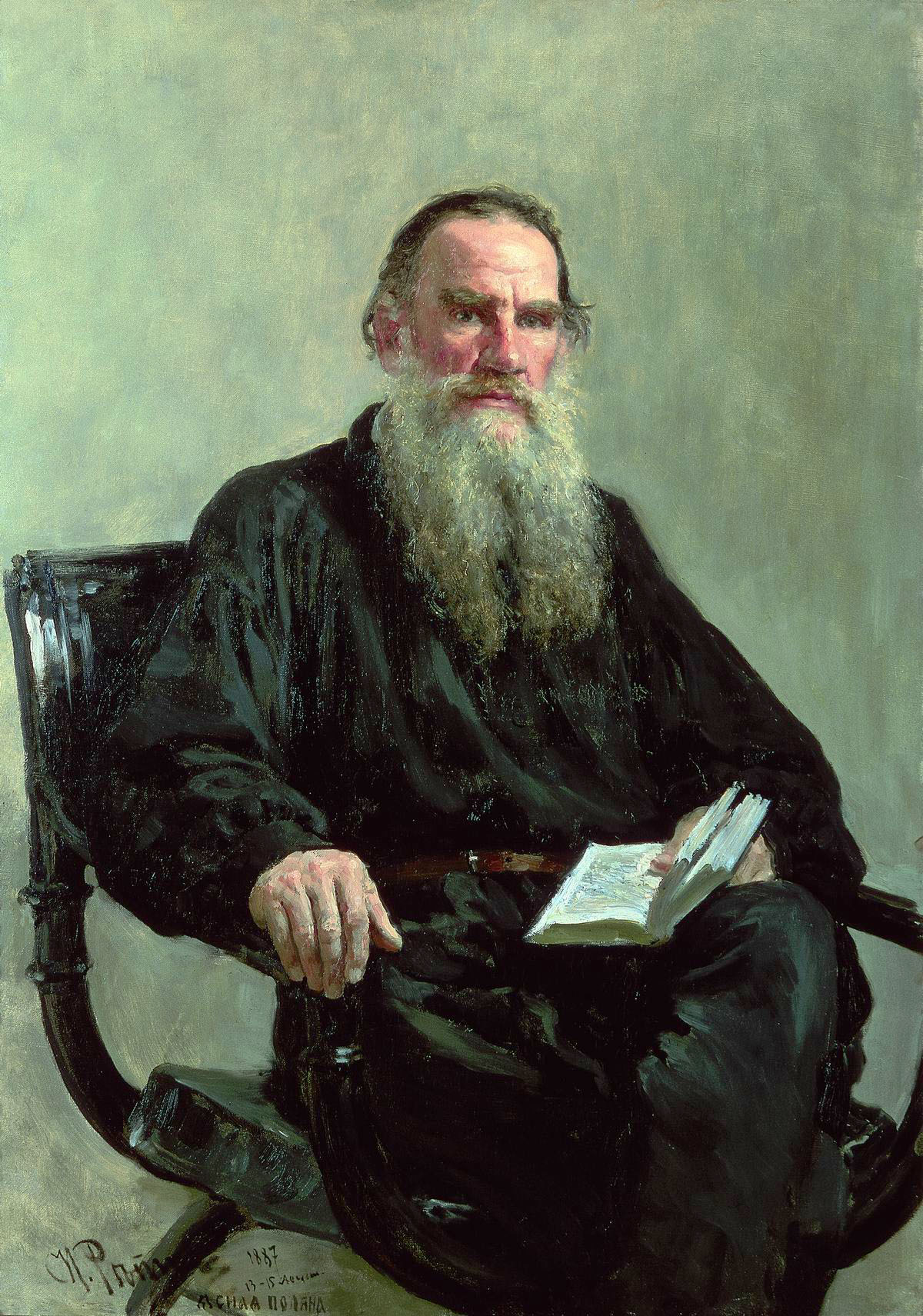
Lev Tolstoj (* 1828)

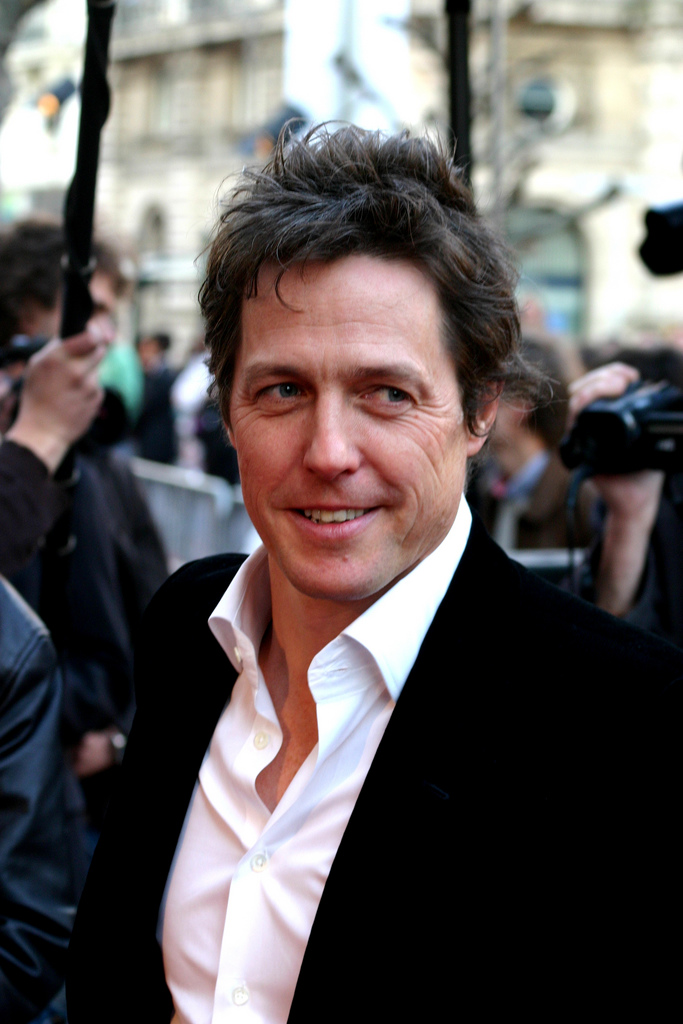
Hugh Grant (* 1960)

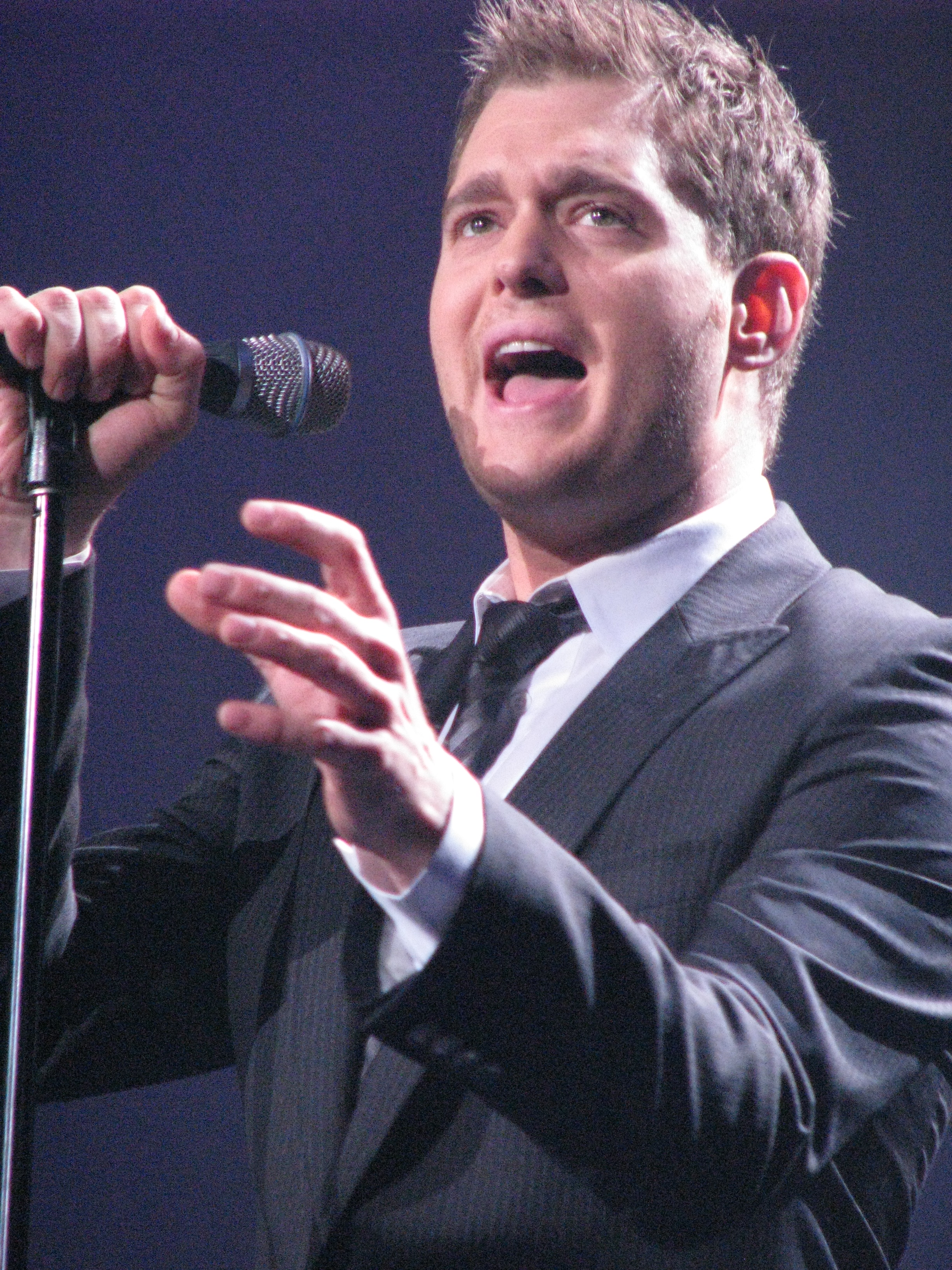
Michael Bublé (* 1975)

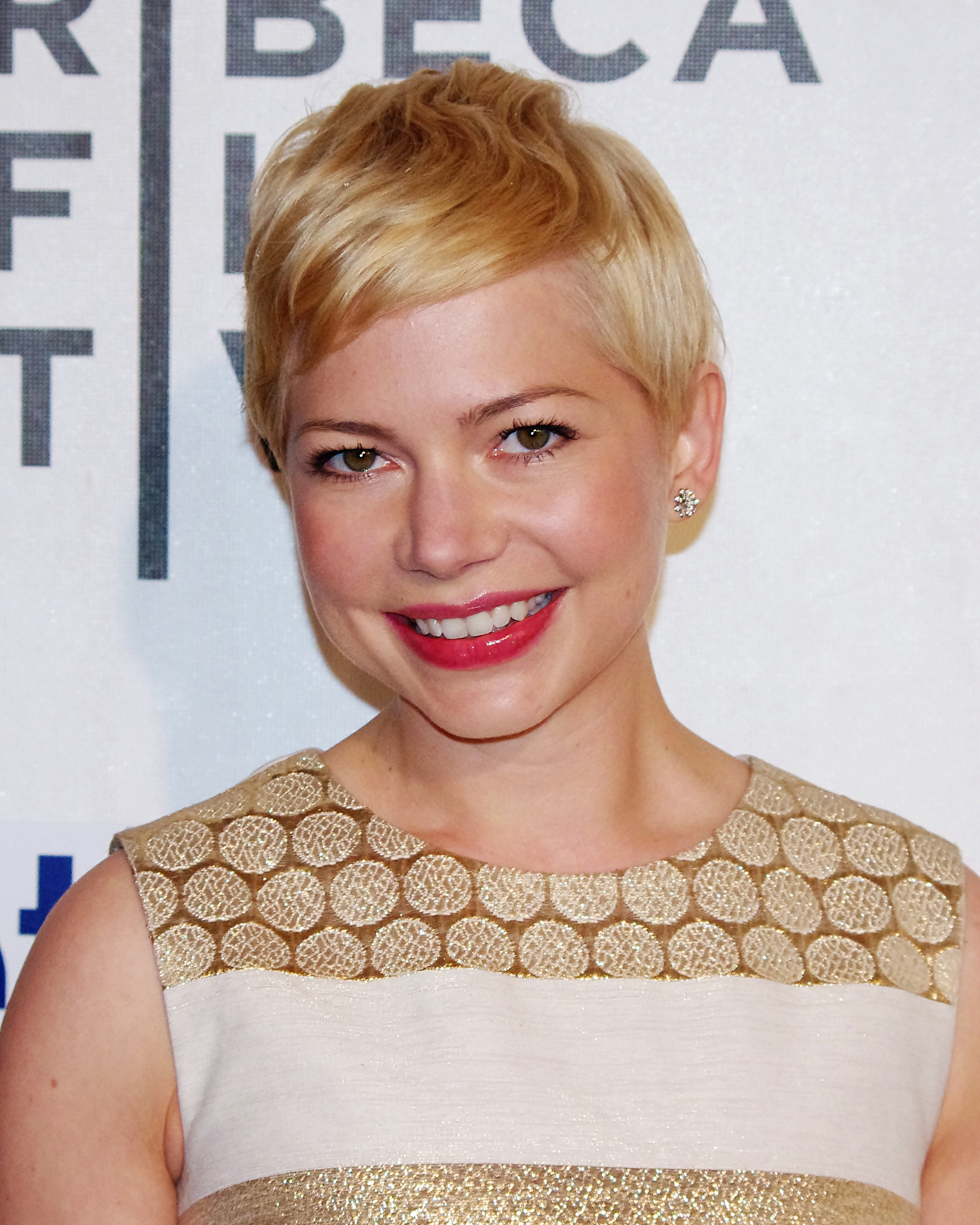
Michelle Williamsová (* 1980)

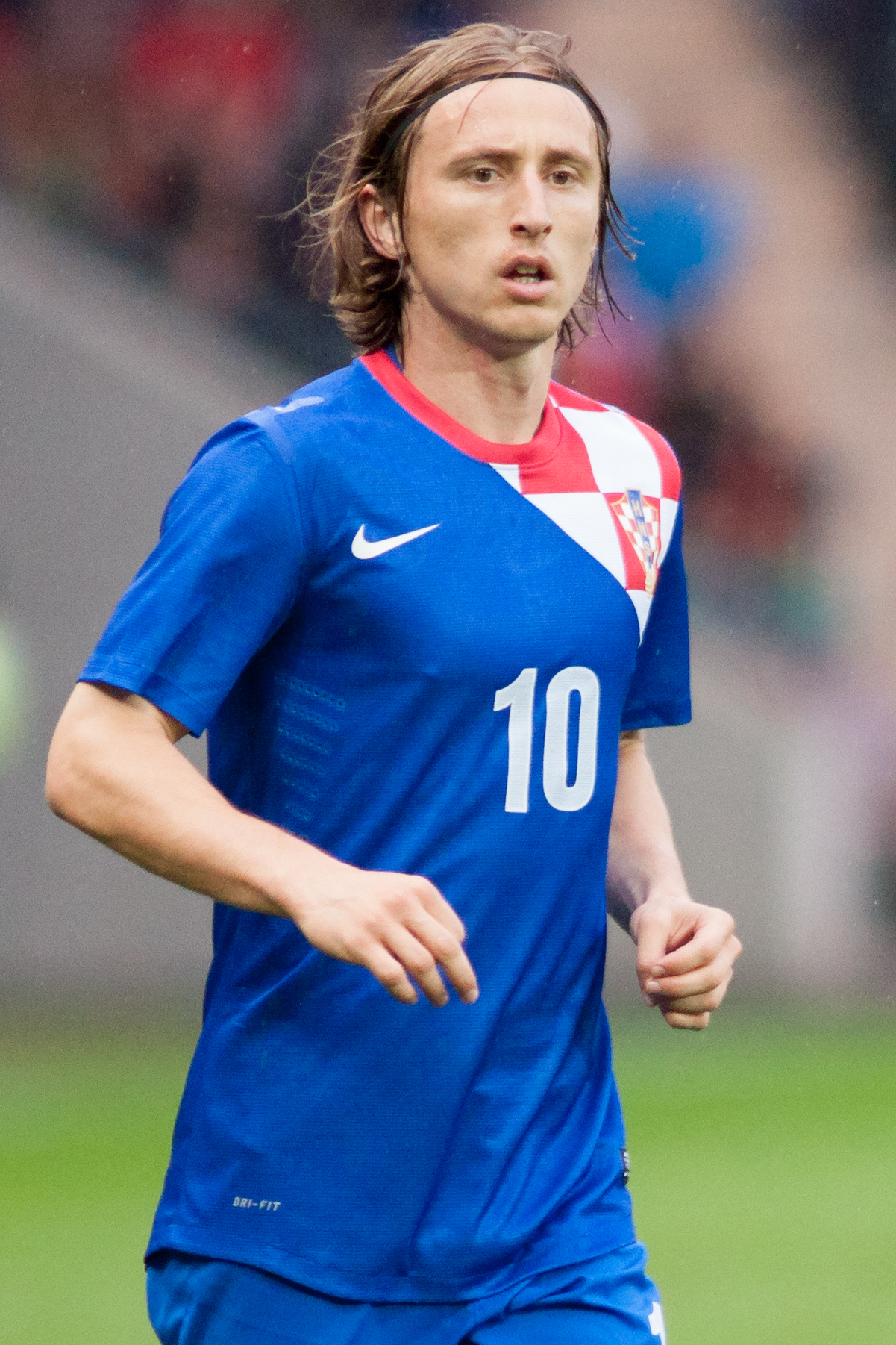
Luka Modrić (* 1985)

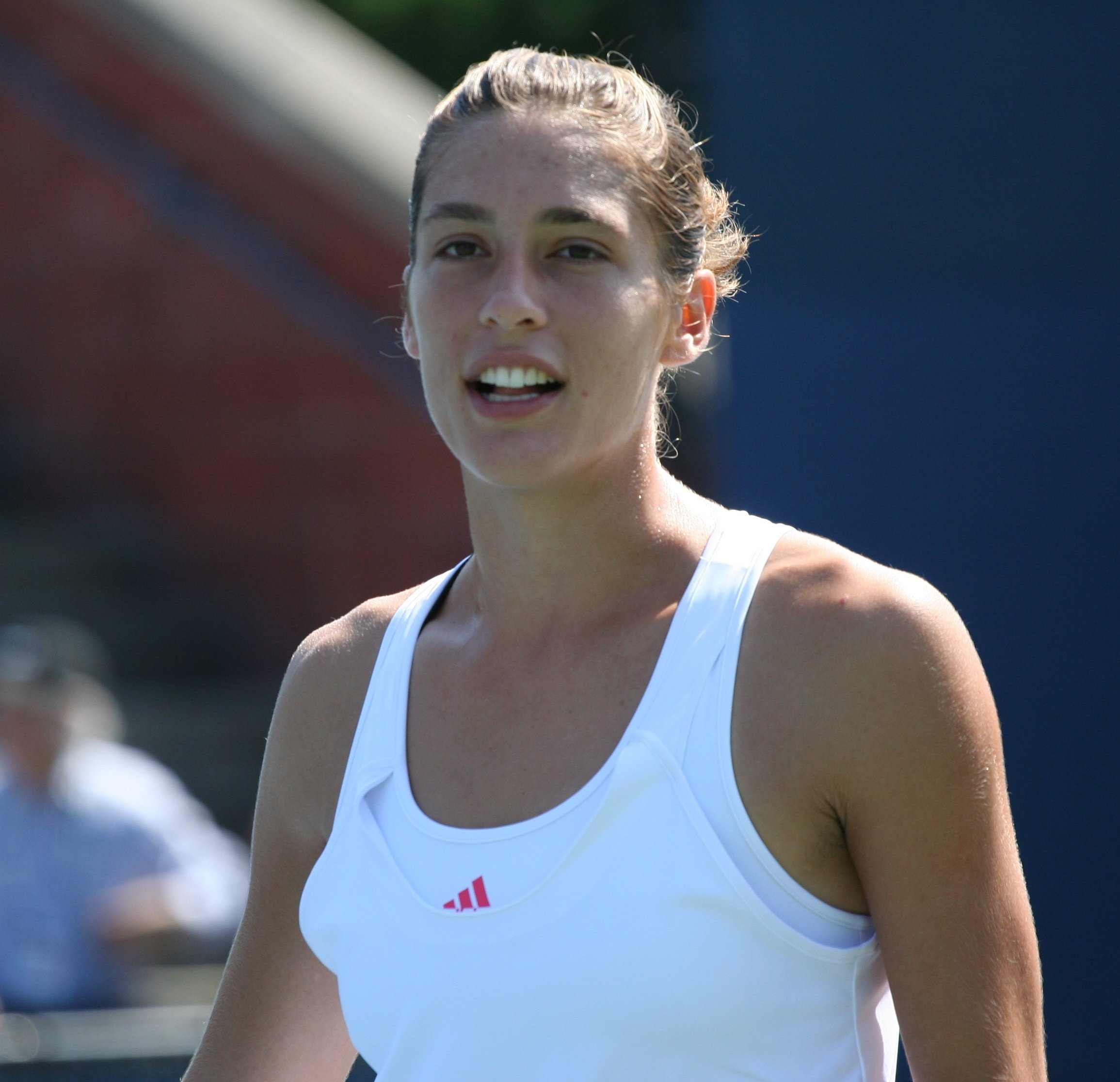
Andrea Petkovicová (* 1987)

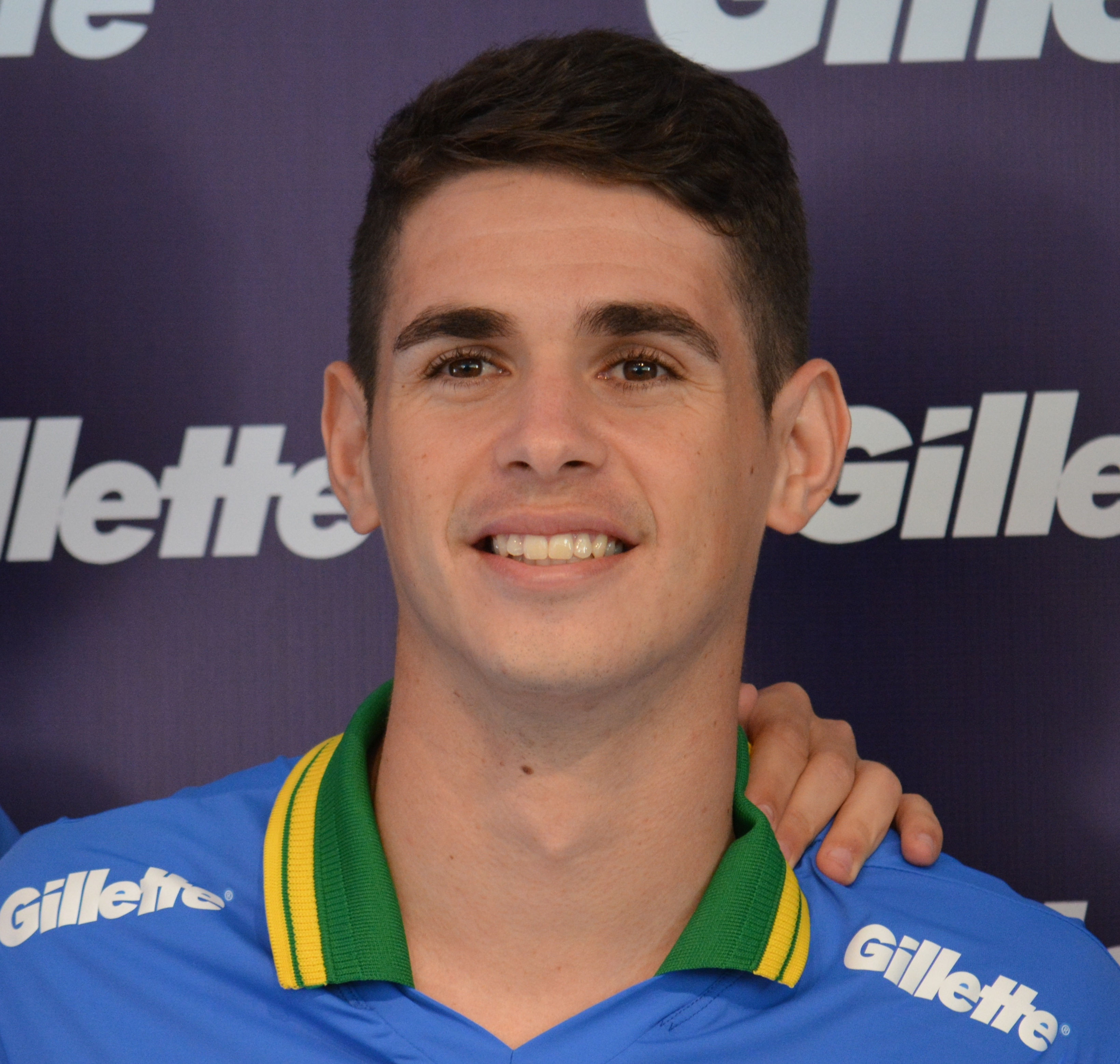
Oscar (* 1991)

- 0214 – Aurelianus, římský císař († září 275)
- 0384 – Honorius, západořímský císař († 15. srpna 423)
- 1585 – Armand-Jean du Plessis de Richelieu, kardinál a francouzský první ministr († 4. prosince 1642)
- 1618 – Joan Cererols, benediktinský mnich a hudebník († 27. srpna 1680)
- 1711 – Thomas Hutchinson, britský politik v Massachusetts († 3. července 1780)
- 1732 – Michal Institoris Mošovský ml., slovenský evangelický farář († 7. října 1803)
- 1737 – Luigi Galvani, italský lékař a fyzik († 4. prosince 1798)
- 1754 – William Bligh, anglický viceadmirál a mořeplavec († 7. prosince 1817)
- 1771 – Valentin Schopper, opat kláštera ve Vyšším Brodě († 5. srpna 1857)
- 1774 – Salomon Mayer Rothschild, vídeňský bankéř († 28. července 1855)
- 1769 – Ivan Kotljarevskyj, ukrajinský spisovatel († 29. října 1838)
- 1804 – Alexandr Württemberský, děd britské královny Marie z Tecku († 4. července 1885)
- 1823 – Joseph Leidy, americký paleontolog a anatom († 30. dubna 1891)
- 1826 – Fridrich I. Bádenský, bádenský velkovévoda († 28. září 1907)
- 1828 – Lev Nikolajevič Tolstoj, ruský spisovatel a filosof († 20. listopadu 1910)
- 1836 – Ioan Lupul, rakouský spisovatel a politik rumunské národnosti († ? 1922)
- 1845 – Ignác Acsády, maďarský historik († 17. prosince 1906)
- 1855
  - Houston Stewart Chamberlain, německý spisovatel († 9. ledna 1927)
  - Secondo Pia, italský právník a amatérský fotograf († 7. září 1941)
- 1861 – Felicián Jozef Môcik, slovenský varhaník a malíř († 18. srpna 1917)
- 1867 – Ernst Oppler, německý malíř († 1. března 1929)
- 1873 – Max Reinhardt, rakouský divadelní režisér († 31. října 1943)
- 1874 – Edmund Blum, rakouský lékař a spisovatel († 14. dubna 1938)
- 1878 – Sergio Osmeña, 2. prezident Filipínského společenství († 19. října 1961)
- 1883 – Franz Wacik, rakouský malíř († 15. září 1938)
- 1890 – Kurt Lewin, americký psycholog († 12. února 1947)
- 1898 – Arkadij Šajchet, sovětský novinářský fotograf († 18. listopadu 1959)
- 1899 – Brassaï, francouzský fotograf († 8. července 1984)
- 1900
  - James Hilton, anglický romanopisec († 20. prosince 1954)
  - Alexander Smakula, ukrajinský fyzik († 17. května 1983)
- 1903 – Frederic Tootell, americký olympijský vítěz v hodu kladivem z roku 1924 († 29. září 1964)
- 1906 – Harri Larva, finský olympijský vítěz v běhu na 1500 metrů z roku 1928 († 15. listopadu 1980)
- 1907 – Horst Wessel, autor textu nacistické písně Horst-Wessel-Lied († 23. února 1930)
- 1908 – Cesare Pavese, italský spisovatel († 27. srpna 1950)
- 1911
  - Richard Baer, velitel koncentračního tábora Auschwitz I († 17. června 1963)
  - John Gorton, premiér Austrálie († 19. května 2002)
- 1915 – Gózó Šioda, japonský mistr aikida († 17. července 1994)
- 1918
  - Boris Vladimirovič Zachoder, ruský spisovatel dětské literatury, básník, scenárista († 7. listopadu 2000)
  - Oscar Luigi Scalfaro, italský politik († 29. ledna 2012)
- 1919
  - John Ljunggren, švédský olympijský vítěz v chůzi († 13. ledna 2000)
  - Perec Rozenberg, izraelský výsadkář a vynálezce († 25. října 2008)
- 1922 – Hans Georg Dehmelt, americký fyzik, Nobelova cena za fyziku 1989 († 7. března 2017)
- 1923
  - Daniel Carleton Gajdusek, americký virolog, nositel Nobelovy ceny († 2008)
  - Cliff Robertson, americký herec († 2011)
- 1927 – Elvin Jones, americký jazzový hudebník († 2004)
- 1928 – Sol LeWitt, americký malíř, sochař a kreslíř († 8. dubna 2007)
- 1930 – Soňa Čechová, slovenská překladatelka a novinářka († 4. března 2007)
- 1933 – Michael Novak, americký katolický filozof, novinář, spisovatel a diplomat († 17. února 2017)
- 1935 – Nedda Casei, americká mezzosopranistka († 20. ledna 2020)
- 1939
  - Lev Bukovský, slovenský matematik
  - Zbigniew Namysłowski, polský jazzový saxofonista († 7. února 2022)
  - Re'uven Rivlin, izraelský prezident
- 1941
  - Otis Redding, americký zpěvák († 10. prosince 1967)
  - Stanislav Stratiev, bulharský prozaik, dramatik a scenárista († 20. září 2000)
  - Dennis Ritchie, americký programátor († 12. října 2011)
- 1942 – Ondrej Lenárd, slovenský dirigent
- 1943 – Hélène Vincent, francouzská divadelní a filmová herečka
- 1945
  - Craig Arnold Tracy, britský matematik
  - Doug Ingle, americký klávesista a zpěvák, člen Iron Butterfly
- 1946 – Bruce Palmer, kanadský baskytarista († 1. října 2004)
- 1947
  - David Rosenboom, americký hudebník, hudební skladatel a pedagog
  - Morris Pert, britský hudební skladatel, bubeník a perkusionista († 27. dubna 2010)
- 1949
  - Daniel Pipes, americký historik, spisovatel a politický komentátor
  - Susilo Bambang Yudhoyono, prezident Indonésie
- 1952 – David A. Stewart, anglický kytarista a zpěvák
- 1954 – Jeffrey Combs, americký herec
- 1956
  - Anatolij Arcebarskij, ukrajinský kosmonaut
  - Avi Wigderson, izraelský matematik, informatik
- 1959 – Eric Serra, francouzský skladatel
- 1960 – Hugh Grant, britský herec
- 1962 – Mark Linkous, americký hudebník († 6. března 2010)
- 1963
  - Roberto Donadoni, italský fotbalista a trenér
  - Markus Wasmeier, německý lyžař
- 1966
  - Georg Hackl, německý sáňkař
  - Adam Sandler, americký herec a komik
- 1968 – David Sánchez, portorický saxofonista
- 1972 – Goran Višnjić, chorvatsko-americký herec
- 1975 – Michael Bublé, kanadský zpěvák a herec
- 1976 – Mattias Öhlund, švédský hokejista
- 1980 – Michelle Williamsová, americká herečka
- 1985 – Luka Modrić, chorvatský fotbalista
- 1986 – Daniel Bailey, atlet-sprinter Antiguy a Barbudy
- 1987 – Andrea Petkovicová, německá tenistka
- 1990 – Beatriçe Gjergji, albánsko-italská zpěvačka
- 1991 – Oscar, brazilský fotbalový záložník
- 1998 – Manuel Ardao, uruguayský ragbista

## Úmrtí

### Česko

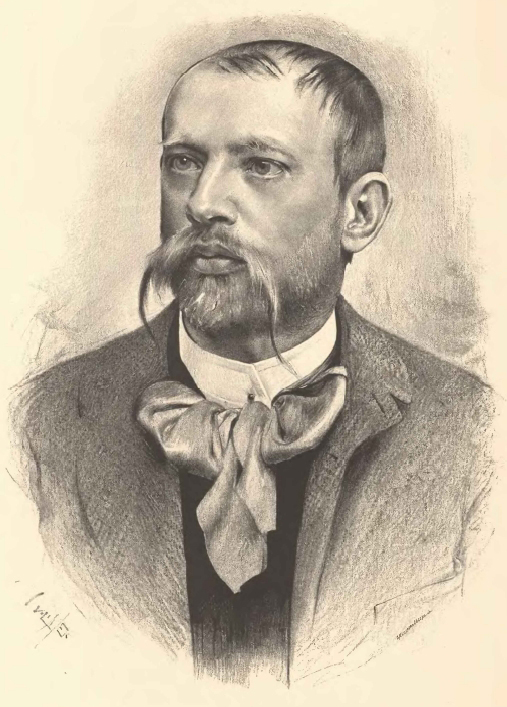
Jaroslav Vrchlický († 1912)

- 1174 – Judita Durynská, česká královna jako manželka Vladislava II. (* po 1135)
- 1191 – Konrád II. Ota, český kníže (* mezi 1136–1141)
- 1285 – Kunhuta Uherská, česká královna (* asi 1246)
- 1437 – popraven Jan Roháč z Dubé, husitský hejtman (* 1380)
- 1553 – Jan Dubravius, historik a spisovatel (* kolem roku 1486)
- 1712 – Jan Jiří Heinsch, českoněmecký malíř (* 1647)
- 1845 – Josef Helfert, česko-rakouský právník, průkopník památkové péče (* 28. října 1791)
- 1889 – František Václav Karlík, kantor a hudební skladatel (* 23. května 1811)
- 1890 – Vilém Zítek, operní pěvec-basista († 11. srpna 1956)
- 1897 – Karel Findinský, generální vikář kostela ve Frýdku (* 5. února 1833)
- 1906 – Václav Březina, malíř (* 15. září 1862)
- 1912 – Jaroslav Vrchlický, spisovatel (* 17. února 1853)
- 1921
  - Alois Zábranský, soudní rada a český spisovatel (* 8. února 1858)
  - Jindřich Metelka, kartograf a politik (* 11. srpna 1854)
- 1922 – Hana Benoniová, česká herečka (* 26. listopadu 1868)
- 1926 – Jindřich Gustav Maštalka, český politik (* 22. února 1866)
- 1928 – Otakar Materna, stavební podnikatel, architekt a politik (* 13. července 1860)
- 1931 – Josef Náprstek, československý politik (* 8. listopadu 1881)
- 1935 – Václav Oplt, kanovník litoměřické kapituly (* 1. října 1847)
- 1937 – Jan Honsa, český malíř a grafik (* 8. června 1876)
- 1951 – Hubert Pilčík, český sériový vrah (* 14. října 1891)
- 1953 – Bedřich Beneš Buchlovan, spisovatel a překladatel (* 21. dubna 1885)
- 1968 – Alexandr Berndorf, český spisovatel a regionální historik (* 13. dubna 1889)
- 1970 – Petr Den, právník, diplomat a publicista (* 3. dubna 1898)
- 1972 – Josef Bohumil Souček, teolog, biblista (* 12. května 1902)
- 1978 – František Maria Černý, český funkcionalistický architekt (* 13. srpna 1903)
- 1979 – Václav Křístek, český diplomat a profesor českého jazyka (* 30. srpna 1918)
- 1982 – Antonín Bartoň, československý lyžařský reprezentant (* 12. prosince 1908)
- 1984
  - Walter Kaufmann, americký hudební vědec, skladatel a dirigent, narozený v Čechách (* 1. dubna 1907)
  - Jiří Dohnal , herec a režisér (* 12. srpna 1905)
- 1985 – Elena Hálková, herečka (* 13. dubna 1907)
- 1987 – Vratislav Mazák, český biolog (* 22. června 1937)
- 1991 – Viktor Tegelhoff, československý fotbalový reprezentant (* 22. prosince 1918)
- 1995 – Vladimír Scheufler, etnograf a hudební skladatel (* 17. dubna 1922)
- 2000 – Zdeněk Míka, herec, režisér a divadelní ředitel (* 25. října 1919)
- 2003 – Alois Šiška, československý válečný pilot (* 15. května 1914)
- 2010 – Antonín Schindler, český hudebník (* 24. května 1925)
- 2014 – Jaroslav Koliha, malíř (* 12. dubna 1924)

### Svět

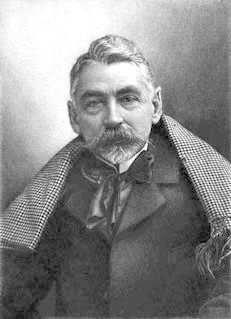
Stéphane Mallarmé († 1898)

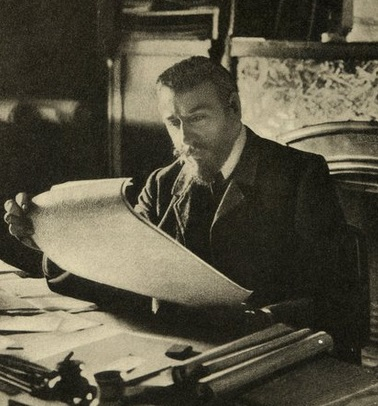
Victor Horta († 1947)

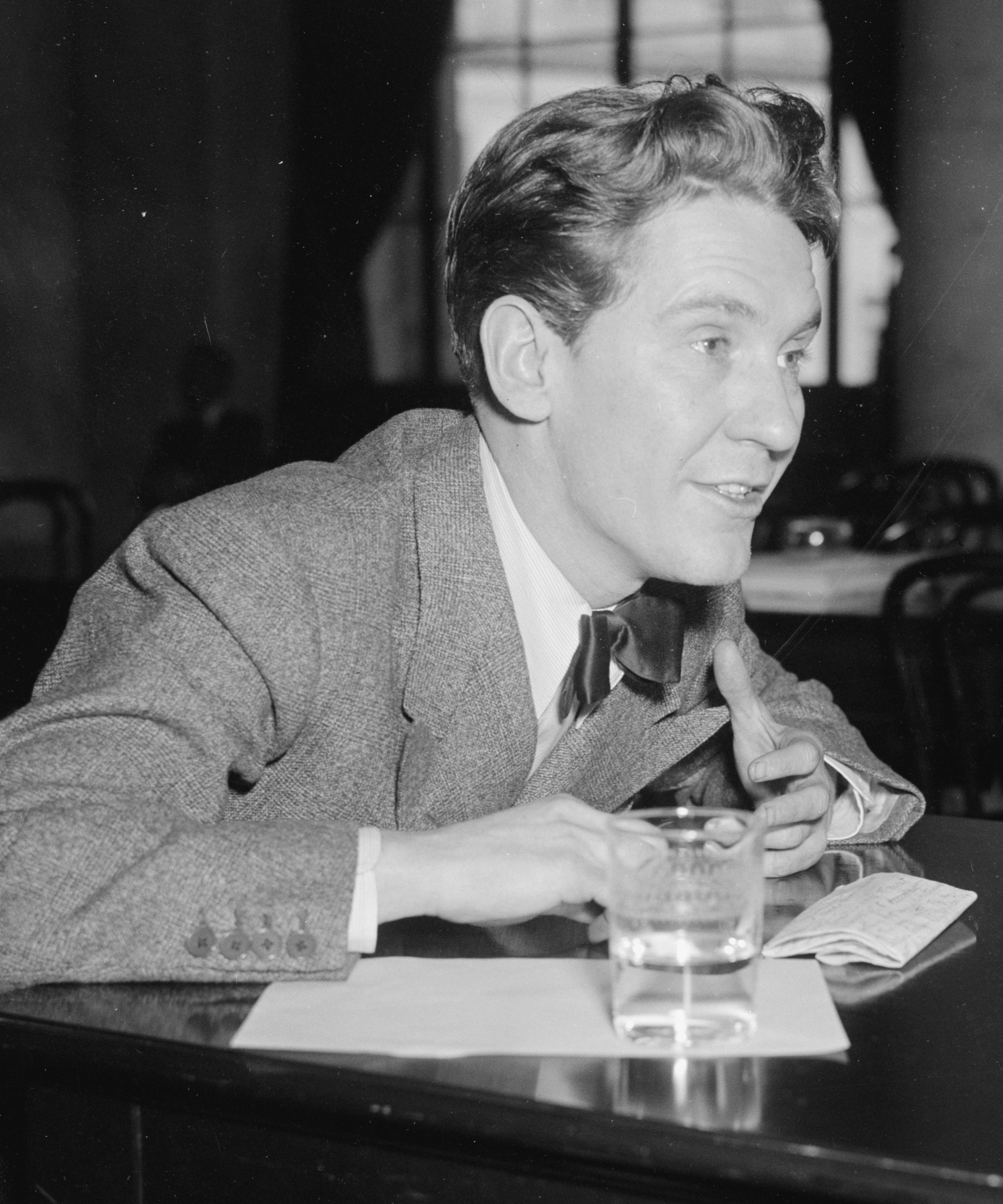
Burgess Meredith († 1997)

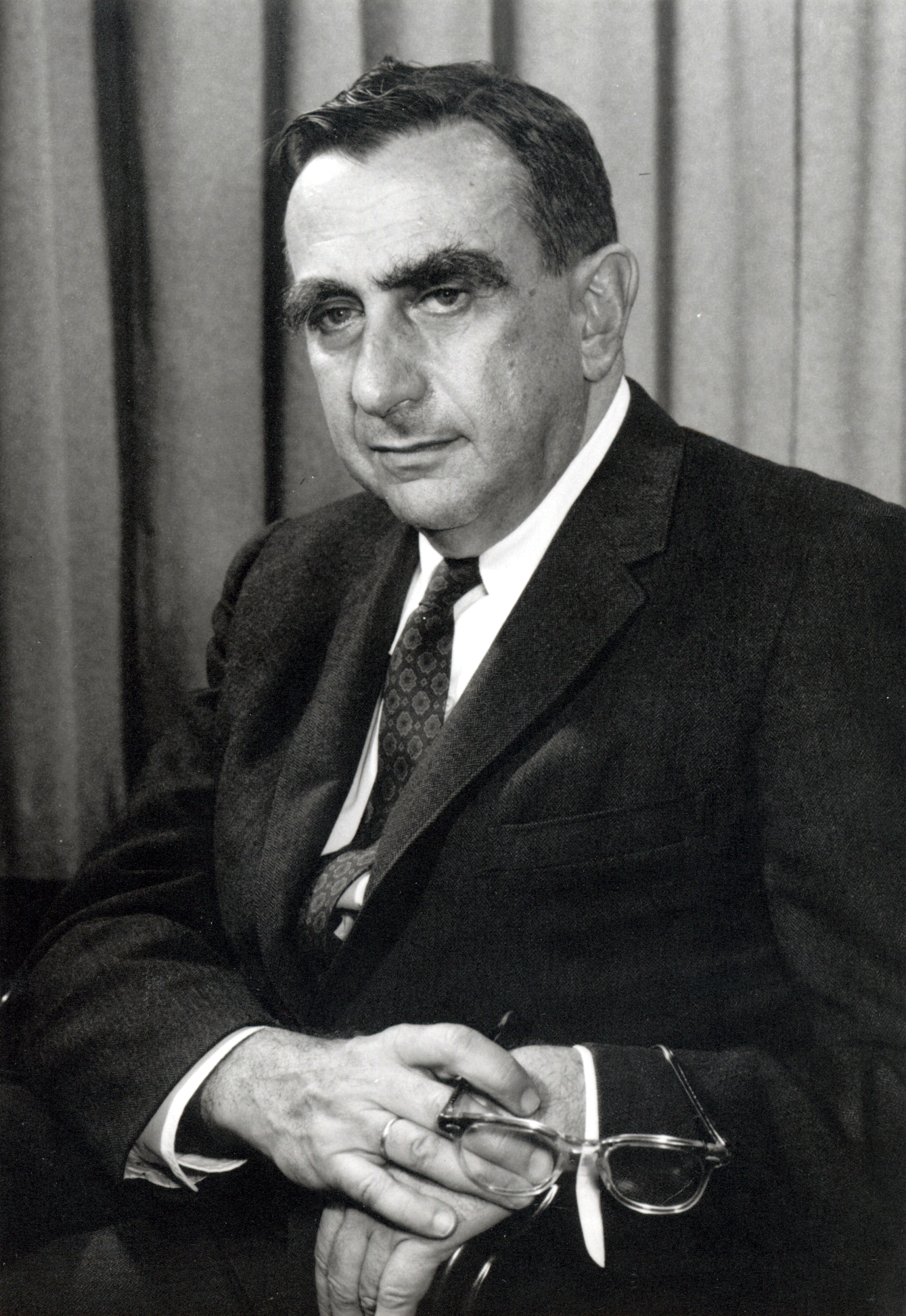
Edward Teller († 2003)

- 1015 – Gleb Vladimirovič, rostovský kníže a druhý ruský svatý (* okolo 987)

```
1087
 – 
Vilém I. Dobyvatel
, anglický král (* kolem 
1028
)
```

- 1285 – Kunhuta Uherská, druhá manželka Přemysla Otakara II. (* 1245)
- 1312 – Ota III. Dolnobavorský, bývalý uherský král Béla V. (* 11. února 1261)
- 1513 – Jakub IV. Skotský, král skotský (* 17. března 1473)
- 1583 – Humphrey Gilbert, anglický mořeplavec (* 1539)
- 1596 – Anna Jagellonská, polská královna a litevská velkokněžna (* 18. října 1523)
- 1638 – Johann Heinrich Alsted, německý protestantský teolog, filozof a encyklopedista (* 1588)
- 1647 – Anna Khanum, manželka perského šáha Safího I. (* ?)
- 1693 – Ihara Saikaku, japonský spisovatel (* 1642)
- 1706 – Ferdinand de Marsin, francouzský generál a diplomat (* 10. února 1656)
- 1793 – Peter Perez Burdett, anglický kartograf a zeměměřič (* 1734)
- 1809 – August Ludwig von Schlözer, německý historik (* 5. července 1735)
- 1815 – John Singleton Copley, anglický malíř (* 3. července 1738)
- 1834
  - James Weddell, britský mořeplavec a lovec tuleňů (* 24. srpna 1787)
  - Thomas Telford, skotský stavební inženýr (* 9. srpna 1757)
- 1835 – Anežka Hohenlohe-Langenburská, dědičná kněžna z Löwenstein-Wertheim-Rosenberg (* 5. prosince 1804)
- 1841 – Augustin Pyramus de Candolle, švýcarský botanik (* 4. února 1778)
- 1864 – Jacques-Désiré Laval, francouzský kněz, blahoslavený katolické církve (* 18. září 1803)
- 1870 – Luisa Lehzenová, guvernantka a později společnice královny Viktorie (* 3. října 1784)
- 1888 – Charles Cros, francouzský básník a vynálezce (* 1. října 1842)
- 1891 – Jules Grévy, francouzský prezident (* 15. srpna 1807)
- 1894 – Heinrich Brugsch, německý egyptolog (* 18. února 1827)
- 1898 – Stéphane Mallarmé, francouzský symbolistický básník a překladatel (* 18. března 1842)
- 1901 – Henri de Toulouse-Lautrec, francouzský malíř a grafik (* 24. listopadu 1864)
- 1908 – Franz Obert, rakouský evangelický duchovní, spisovatel a politik (* 6. října 1828)
- 1917 – Boris Stürmer, ruský ministerský předseda (* 27. července 1848)
- 1938 – Pjotr Aršinov, ruský revolucionář (* 26. července 1887)
- 1939 – Józef Czechowicz, polský básník (* 15. března 1903)
- 1943 – Fernand Gabriel, francouzský automobilový závodník (* 30. dubna 1878)
- 1945
  - Zinaida Nikolajevna Gippius, ruská básnířka a spisovatelka (* 20. listopadu 1869)
  - Pol Cassel, německý grafik a malíř (* 17. března 1892)
- 1947 – Victor Horta, belgický secesní architekt (* 6. ledna 1861)
- 1962 – Paavo Aaltonen, finský gymnasta (* 11. listopadu 1919)
- 1967 – Igor Vsevoložskij, ruský sovětský spisovatel (* 5. srpna 1903)
- 1976 – Mao Ce-tung, předseda Komunistické strany Číny (* 26. prosince 1893)
- 1978 – Jozef Lacko, slovenský architekt a pedagog (* 19. ledna 1917)
- 1981 – Jacques Lacan, francouzský psychoanalytik (* 13. dubna 1901)
- 1984 – Walter Kaufmann, hudební vědec, skladatel, pedagog a dirigent, narozený v Čechách (* 1. dubna 1907)
- 1989 – Elefter Luarsabovič Andronikašvili, gruzínský fyzik (* 25. prosince 1910)
- 1990
  - Alexandr Vladimirovič Meň, ruský pravoslavný kněz, teolog, biblista, filosof a spisovatel (* 20. ledna 1935)
  - Nicola Abbagnano, italský filosof (* 15. července 1901)
- 1991 – Åke Holmberg, švédský spisovatel a překladatel (* 31. května 1907)
- 1995
  - Erik Nilsson, švédský fotbalista (* 6. září 1916)
  - Benjamin Mazar, izraelský archeolog, historik (* 28. června 1906)
- 1996
  - Robert Nisbet, americký sociolog (* 30. září 1913)
  - Bill Monroe, americký hudebník (* 13. září 1911)
- 1997 – Burgess Meredith, americký filmový a divadelní herec a režisér (* 16. listopadu 1907)
- 1998 – Lucio Battisti, italský zpěvák (* 5. března 1943)
- 2001 – Ahmad Šáh Masúd, afghánský politik (* 2. září 1953)
- 2003 – Edward Teller, americký fyzik maďarského původu (* 15. ledna 1908)
- 2007 – Hughie Thomasson, americký kytarista a zpěvák (* 13. srpna 1952)
- 2008 – Jurij Pokalčuk, ukrajinský spisovatel, překladatel, literární vědec, novinář a scenárista (* 24. ledna 1941)
- 2010 – Bent Larsen, dánský šachista (* 4. března 1935)
- 2011 – Horst Fuhrmann, německý historik (* 22. června 1926)
- 2014 – Igor Kapišinský, slovenský astronom a překladatel (* 4. července 1947)
- 2019 – Robert Frank, švýcarsko–americký fotograf, režisér a kameraman (* 9. listopadu 1924)
- 2021 – Danilo Popivoda, slovinský fotbalista (* 1. května 1947)
- 2024 – James Earl Jones, americký herec a dabér (* 17. ledna 1931)

## Svátky

### Česko
- Daniela
- Gordana
- Neklan
- Omar
- Pulcherie
- Krasava, Krasoslava, Krasomila
- Den dyslexie[1]

### Svět
- OSN: Mezinárodní den za ochranu školství před útoky
- Bulharsko: Den osvobození
- Severní Korea: Národní den
- Den horníků[2]
- Itálie: Den Salerna
- Afghánistán: Založení Národní shromáždění (je-li středa)
- Skotsko: Fisherman’s Walk Day